# کره‌ماهی
کره‌ماهی (نام علمی: Cheilodactylidae) نام یک تیره از راسته سوف‌ماهی‌سانان است.